# Prêmio Cultura Galega da Língua
O Prêmio Cultura Galega da Língua (do galego: Premio Cultura Galega de Lingua) é um galardão concedido como parte dos Prêmios da Cultura Galega pela Junta da Galiza.
A categoria incorporou-se no ano 2013.

## Premiados
- 2013 - Associação PuntoGal[1]